# 43e division (armée impériale japonaise)
Pour les articles homonymes, voir 43e division.
La 43e division (第43師団, Dai-yon-jū-san shidan) est une unité d'infanterie de l'armée impériale japonaise basée à Nagoya durant la Seconde Guerre mondiale. Son nom de code est Division Honneur (誉兵団, Homare-heidan).

## Histoire
Elle est créée le 1er juin 1943 en tant que division triangulaire en même temps que les 42e, 46e et 47e divisions. Elle est affectée le 16 mars 1944 à la 27e armée. Le cœur de la formation est le quartier-général de la 3e division et de la 63e brigade d'infanterie indépendante. La 43e division est affectée à l'armée du district central dès sa création.
En avril 1944, la 43e division est affectée à la 31e armée et réorganisée en tant que division marine (mixte) avec des régiments d'artillerie et de génie absorbés par les régiments d'infanterie. De plus, Yoshitsugu Saitō est nommé commandant de la division à la place du prince Kaya Tsunenori.
La majeure partie de la 43e division part de Tateyama le 14 mai 1944 et voyage sans problèmes jusqu'à Saipan qu'elle atteint le 19 mai 1944. Il s'agit du dernier transfert réussi (le 8e) du transport Pin (ja). Le 118e régiment part plus tard de Yokohama le 29 mai 1944 avec le convoi 3530 (ja) et perd les deux tiers de son unité lors d'une attaque d'un sous-marin américain le 4 juin 1944 avant d'arriver à Saipan le 9 juin.
Environ 9 000 hommes et 13 pièces d'artillerie de la 43e division se retranchent sur le mont Tapochau (en), et le reste se déploie dans la partie sud de l'île. Finalement, la division réussit à ajouter une ligne de tranchées aux défenses préexistantes avant l'arrivée de la flotte d'invasion américaine le 13 juin 1944.
La bataille de Saipan commence avec un débarquement américain le 15 juin 1944. Deux jours plus tard, à 2h30 du matin, la 43e division lance une grande contre-attaque avec le 9e régiment de chars de la 1re division blindée. Bien que la division réussisse à reprendre la colline Hinashita, les gains japonais sont radicalement inversés dans la matinée du 18 juin 1944 lorsque les forces américaines re-capturent la colline Hinashita et un terrain d'aviation quasiment intact dans le sud de l'île. Le 24 juin 1944, la division est réduite à quatre bataillons d'infanterie et un demi-bataillon d'artillerie.
Le 27 juin 1944, comme les défenses du mont Tapochau sont rapidement détruites, le général Yoshitsugu Saitō envoie un message à Tokyo pour demander des renforts ou l'autorisation d'évacuer par avion. À ce stade, il estime que la résistance peut se poursuivre jusqu'au 10 juillet 1944. Le 5 juillet, la position de la 43e division est suffisamment désespérée pour que Yoshitsugu Saitō ordonne de préparer une charge banzaï suicide qui a finalement lieu à l'aube le 7 juillet avec 3 000 hommes, dont la plupart sont déjà blessés. La 43e division est annihilée après cette charge, emportant avec elle 658 soldats américains.